# Erucastrum
Erucastrum C.Presl, 1826 è un genere di piante angiosperme eudicotiledoni appartenenti alla famiglia delle Brassicacee, dall'aspetto di piccole erbacee dai tipici fiori disposti a croce.

## Etimologia
Il nome del genere (Erucastrum), definito dal botanico boemo Karel Borivoj Presl (1794 – 1852), è stato ripreso da un altro genere della stessa famiglia: Eruca (tipico nome latino usato da Plinio nei suoi testi).

## Descrizione
I dati morfologici si riferiscono soprattutto alle specie europee e in particolare a quelle spontanee italiane.

L'altezza delle piante di questo genere oscilla da 20 a 80 cm. Il ciclo biologico è biennale o perenne. La forma biologica prevalente è emicriptofita scaposa (H scap), ossia sono piante con gemme svernanti al livello del suolo e protette dalla lettiera o dalla neve, dotate di un asse fiorale eretto e con poche foglie. 

### Radici
Le radici possono essere sia del tipo a fittone che di tipo rizomatoso.

### Fusto
I fusti sono ascendenti e ramoso soprattutto nella parte alta. 

### Foglie

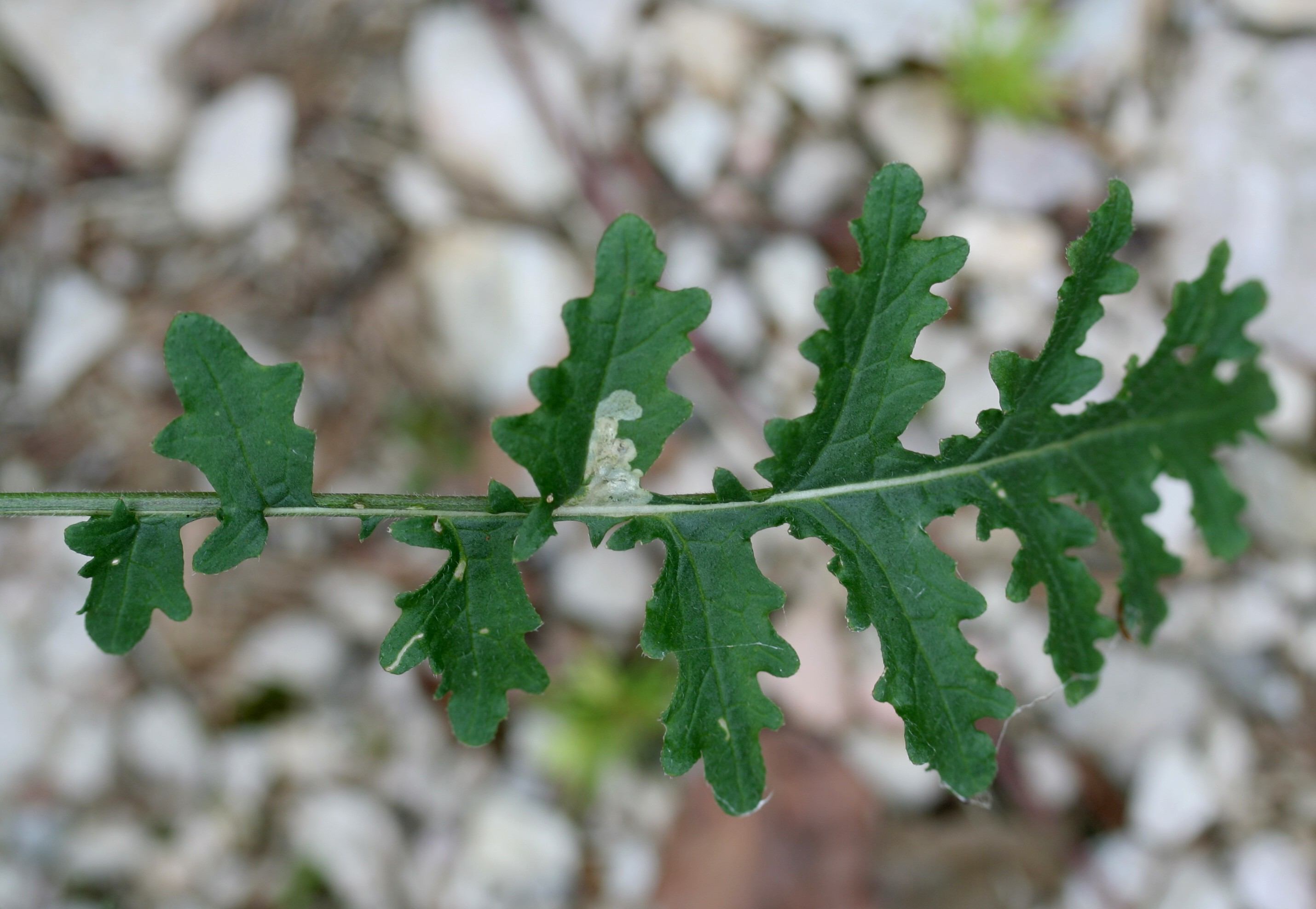
La foglia (Erucastrum nasturtiifolium)
Località: Cortina (BL), 1400 m s.l.m. - 29/07/2008

Le foglie sono del tipo imparipennato con numero di segmenti per lato variabile tra 3 - 8. I segmenti sono o completamente oppure parzialmente divisi e a loro volta possono essere lobati o dentati grossolanamente. Le foglie in genere sono verdi su entrambe le facce.
- Foglie basali: le foglie basali sono disposte a rosetta e sono più grandi con un lungo picciolo.
- Foglie cauline: le foglie caulinari sono più piccole e hanno un picciolo più corto (ma non sono abbraccianti il fusto); sono inoltre disposte in modo alterno lungo il fusto.

### Infiorescenza
L'infiorescenza è un racemo di tipo ombrellifero con fiori gialli portati da lunghi peduncoli.  In alcune specie i peduncoli partono dall'ascella delle foglie, in altre no. In questa infiorescenza non esiste un fiore apicale. Durante la fruttificazione il racemo si allunga. 

### Fiore
I fiori sono ermafroditi, attinomorfi (in realtà sono fiori dissimmetrici – a due piani di simmetria) e tetrameri (calice e corolla composti da 4 parti).
- Formula fiorale:

* K 2+2, C 4, A 2+4, G 2 (supero)
- Calice: il calice è formato da quattro sepali, eretti e a due a due ravvicinati ma divisi (dialipetali).
- Corolla: la corolla è composta da quattro petali normalmente gialli, alternati ai sepali, disposti in croce e tutti uguali fra di loro; la forma dei petali è obovata.
- Androceo: gli stami sono sei (2 corti più esterni e 4 lunghi più interni); sporgono dalla corolla (ma sono più corti dello stilo). Le antere hanno una forma ovato-cordata. I nettari si trovano alla base dell'androceo a disposizione laterale e sono bilobi.
- Gineceo: l'ovario è supero a forma ellittica e bi-loculare; per ogni loggia ci sono molti ovuli in posizione pendula. Lo stilo è allungato e sporge dalla corolla mentre lo stimma è a capocchia.
- Impollinazione: impollinazione di tipo entomofila.

### Frutti
Il frutto è una siliqua (non divisa in logge sovrapposte) contenente numerosi semi. All'apice può essere presente un becco (quasi un uncino). Le valve del frutto sono carenate sul dorso. La siliqua è portata da un breve peduncolo. Il portamento dei frutti è più o meno divergente (quasi patente) dall'asse principale del fusto.

## Distribuzione e habitat
Delle 4 specie spontanee della flora italiana solo 2 vivono sull'arco alpino. La tabella seguente mette in evidenza alcuni dati relativi all'habitat, al substrato e alla diffusione delle specie alpine.
| Specie             | Comunità vegetali | Piani vegetazionali | Substrato | pH            | Livello trofico | H2O   | Ambiente    | Zona alpina                             |
| ------------------ | ----------------- | ------------------- | --------- | ------------- | --------------- | ----- | ----------- | --------------------------------------- |
| E. gallicum        | 2                 | collinare           | Ca Ca/Si  | basico neutro | basso           | secco | B1 B2 B5 C3 | AO BS TN BL UD                          |
| E. nasturtiifolium | 3                 | montano collinare   | Ca Ca/Si  | basico neutro | medio           | medio | B2 B5 C3    | tutto l'arco alpino (escl. VA CO BG BL) |

Legenda e note alla tabella.

Per il “substrato” con “Ca/Si” si intendono rocce di carattere intermedio (calcari silicei e simili); vengono prese in considerazione solo le zone alpine del territorio italiano (sono indicate le sigle delle province).
Comunità vegetali:
2   = comunità terofiche pioniere nitrofile
3   = comunità delle fessure, delle rupi e dei ghiaioni
Ambienti:
B1 = campi, colture e incolti
B2 = ambienti ruderali, scarpate
B5 = rive, vicinanze corsi d'acqua
C3 = ghiaioni, morene e pietraie

## Tassonomia
Il genere comprende le seguenti specie:
- Erucastrum abyssinicum (A.Rich.) O.E.Schulz, 1916
- Erucastrum arabicum Fisch. & C.A.Mey., 1839
- Erucastrum austroafricanum Al-Shehbaz & Warwick, 2003
- Erucastrum brevirostre (Maire) Gomez-Campo, 1984
- Erucastrum canariense Webb & Berthel., 1836
- Erucastrum cardaminoides (Webb ex H.Christ) O.E.Schulz, 1916
- Erucastrum elatum (Ball) O.E.Schulz, 1916
- Erucastrum elgonense Jonsell, 1979
- Erucastrum erigavicum Jonsell, 1993
- Erucastrum gallicum (Willd.) O.E.Schulz, 1916
- Erucastrum griquense (N.E.Br.) O.E.Schulz, 1916
- Erucastrum ifniense Gomez-Campo, 1984
- Erucastrum lasiocalycinum Boiss., 1867
- Erucastrum leucanthum Coss. & Durieu, 1855
- Erucastrum littoreum (Pau & Font Quer) Maire, 1929
- Erucastrum meruense Jonsell, 1979
- Erucastrum nasturtiifolium (Poir.) O.E.Schulz, 1916
- Erucastrum pachypodum (Chiov.) Jonsell, 1976
- Erucastrum palustre (Biv.) Vis., 1857
- Erucastrum rifanum (Emb. & Maire) Gomez-Campo, 1982
- Erucastrum rostratum (Balf.f.) Gomez-Campo, 1998
- Erucastrum strigosum (Thunb.) O.E.Schulz, 1916
- Erucastrum supinum (L.) Al-Shehbaz & Warwick, 2003
- Erucastrum varium (Durieu) Durand, 1849
- Erucastrum virgatum C.Presl, 1826
- Erucastrum woodiorum Jonsell, 1993

### Specie spontanee della flora italiana
L'elenco che segue utilizza il sistema delle chiavi analitiche.
- Gruppo 1A: le foglie basali sono imparipennate e il lobo apicale è molto più grande di quelli laterali; il colore della pagina inferiore è glauco;
  - Erucastrum virgatum (Presl.) Presl.: l'altezza della pianta va a 30 a 60 cm; il ciclo biologico è bienne; la forma biologica è emicriptofita scaposa (H scap); il tipo corologico è Endemico; l'habitat tipico sono le zone ruderali, gli incolti e i pascoli; la diffusione sul territorio italiano è solo al sud (e non molto frequentemente) ad una altitudine fino a 600 m s.l.m..
- Gruppo 1B: le foglie basali sono imparipennate e il lobo apicale è appena più grande di quelli laterali; il colore della pagina inferiore è verde;
  - Gruppo 2A: i peduncoli dei fiori inferiori nascono all'ascella di una foglia bratteale;
    - Erucastrum gallicum (Willd.) O.E.Schulz – Erucastro francese: l'altezza della pianta va a 20 a 50 cm; il ciclo biologico è bienne o perenne; la forma biologica è emicriptofita scaposa (H scap); il tipo corologico è Ovest Europeo (Subatlantico); l'habitat tipico sono le zone ruderali, i greti dei fiumi e le scarpate ferroviarie; sul territorio italiano questa pianta è rara ed è presente solo nella provincia di Aosta ad una altitudine fino a 1500 m s.l.m..

  - Gruppo 2B: i peduncoli dei fiori sono privi di foglie bratteale ascellanti;
    - Erucastrum nasturtiifolium (Poiret.) O.E.Schulz – Erucastro comune:  la parte bassa del fusto è ispida; le foglie basali hanno 3 – 5 segmenti per lato. L'altezza della pianta va a 20 a 50 cm; il ciclo biologico è bienne; la forma biologica è emicriptofita scaposa (H scap); il tipo corologico è Endemico; l'habitat tipico sono i greti dei fiumi, le zone ghiaiose e ruderali; la diffusione sul territorio italiano è solo al nord ad una altitudine dai 200 fino a 2000 m s.l.m..
    - Erucastrum palustre (Pirona) Vis.  – Erucastro friulano: tutto il fusto è glabro; le foglie basali hanno 10 - 13 segmenti per lato. L'altezza della pianta va a 60 a 80 cm; il ciclo biologico è perenne; la forma biologica è emicriptofita scaposa (H scap); il tipo corologico è Endemico; l'habitat tipico sono le paludi e le torbiere; sul territorio italiano si trova solo nei Friuli ed è molto rara.